# Maliattha khasiana
Maliattha khasiana là một loài bướm đêm trong họ Noctuidae.